# Чжан Шэнминь
Чжан Шэнминь (кит. 张升民; род. февраль 1958, Угун, провинция Шэньси) — китайский военный политкомиссар, генерал-полковник (2017). Член Центрального военного совета Китая и секретарь его комиссии по проверке дисциплины (Commission for Discipline Inspection of the Central Military Commission), а также заместитель секретаря Центральной комиссии по проверке дисциплины КПК. Член ЦК КПК 19-го созыва. На протяжении десятилетий служил во Втором артиллерийском корпусе.
По национальности ханец. Его ранняя карьера в НОАК публично не известна.
В 2004—2008 гг. заведующий политотделом в/ч № 96301 (53-я военная база, Второй артиллерийский корпус). В 2008—2009 гг. комиссар в/ч № 96201 (55-я военная база, Второй артиллерийский корпус), а в 2009—2012 гг. — в/ч № 96351 (56-я военная база, Второй артиллерийский корпус). В 2012—2014 гг. заведующий политотделом Второго артиллерийского корпуса и комиссар Второй артиллерийской академии по подготовке командного состава. В 2016 г. комиссар департаментов Центрвоенсовета — по подготовке кадров и базового обеспечения. Генерал-лейтенант (2016). С 2017 года секретарь комиссии по проверке дисциплины ЦВС ЦК КПК и заместитель секретаря Центральной комиссии по проверке дисциплины КПК. Генерал-полковник НОАК (02.11.2017).
Согласно одному из ИИ-исследований, Чжан Шэнминь и Мяо Хуа являются наиболее вероятными кандидатами на два места для военных в Политбюро ЦК КПК 20-го созыва. (Подразумевается избрание после XX съезда КПК в октябре 2022 года.)